# Candy Apple Grey
Candy Apple Grey è il penultimo album del gruppo statunitense Hüsker Dü, pubblicato nel marzo 1986 dalla Warner Bros.
| Recensione                    | Giudizio |
| ----------------------------- | -------- |
| AllMusic                      |          |
| Chicago Tribune               |          |
| Q                             |          |
| The Rolling Stone Album Guide |          |
| Select                        |          |
| Spin Alternative Record Guide | 8/10     |
| The Village Voice             | A        |

## Tracce
1. Crystal – 3:28 (Mould)
2. Don't Want To Know If You Are Lonely – 3:29 (Hart)
3. I Don't Know For Sure – 2:27 (Mould)
4. Sorry Somehow – 4:25 (Hart)
5. Too Far Down – 4:37 (Mould)
6. Hardly Getting Over It – 6:02 (Mould)
7. Dead Set On Destruction – 2:59 (Hart)
8. Eiffel Tower High – 2:49 (Mould)
9. No Promise Have I Made – 3:39 (Hart)
10. All This I've Done For You – 3:09 (Mould)

## Formazione
- Bob Mould - voce, chitarra, tastiere, percussioni
- Grant Hart - batteria, voce, percussioni, tastiere
- Greg Norton - basso